# Delleker
Delleker és una concentració de població designada pel cens dels Estats Units a l'estat de Califòrnia. Segons el cens del 2000 tenia 674 habitants.

## Demografia
Segons el cens del 2000, Delleker tenia 674 habitants, 264 habitatges, i 180 famílies. La densitat de població era de 95 habitants per km².
Dels 264 habitatges en un 32,6% hi vivien nens de menys de 18 anys, en un 54,9% hi vivien parelles casades, en un 11% dones solteres, i en un 31,8% no eren unitats familiars. En el 27,3% dels habitatges hi vivien persones soles l'11% de les quals corresponia a persones de 65 anys o més que vivien soles. El nombre mitjà de persones vivint en cada habitatge era de 2,55 i el nombre mitjà de persones que vivien en cada família era de 3,12.
Per edats la població es repartia de la següent manera: un 28,5% tenia menys de 18 anys, un 7% entre 18 i 24, un 26,1% entre 25 i 44, un 26,3% de 45 a 60 i un 12,2% 65 anys o més.
L'edat mediana era de 36 anys. Per cada 100 dones de 18 o més anys hi havia 99,2 homes.
La renda mediana per habitatge era de 37.500 $ i la renda mediana per família de 40.573 $. Els homes tenien una renda mediana de 34.286 $ mentre que les dones 16.406 $. La renda per capita de la població era de 15.848 $. Entorn de l'11,2% de les famílies i el 13,8% de la població estaven per davall del llindar de pobresa.

## Poblacions més properes
El següent diagrama mostra les poblacions més properes.